# أوروك جنو/لينكس
أوروك جنو/لينُكس (بالإنجليزية: Uruk GNU/Linux) () هي توزيعة نظام لينُكس مبنية على أساس توزيعة بيور أو إس مع اتباع مبادئ التوزيعات الحرّة لمؤسسة البرمجيات الحرة. تم إصدار أول إصدار من أوروك جنو/لينُكس بتاريخ 2016-04-13 ويأتي الإصدار جاهزاً للاستخدام المكتبي والمنزلي مع عدد من البرمجيات الشائعة المناسبة لتلك الأغراض.

## التسمية
تسمية أوروك تمثل الأصل العراقي لهذه التوزيعة. حيث أن الكلمة تدل على مدينة الوركاء العراقية التاريخية.

## المميّزات
تعتمد أوروك نواة لينُكس ليبرا وتأتي افتراضيا مع الواجهة الرسومية متّة. إحدى المميزات لهذه التوزيعة هي إمكانية تثبيت مختلف أنواع الحزم بسهولة، مثل حزم ديب وآر بي إم والحزم المصدرية. حيث توفر التوزيعة ذلك عن طريق سطر الأوامر. كذلك تتضمن التوزيعة برنامج محاكي مدراء الحزم، الذي يقوم بمحاكاة أوامر مدراء الحزم الشائعة.

## أهداف المشروع
- عمل مشاريع برمجية حرّة لدعم مجتمع البرمجيات الحرة.
- عمل توزيعات جنو/لينُكس حرَّة تمامًا لتلبية حاجة المستخدم.
- دعم اللغات ضعيفة الدعم بمجتمع البرمجيات الحرة.
- نشر فلسفة البرمجيات الحرّة في المجتمعات.
- دعم تقنيّات سهولة الوصول لجعل ذوي الإحتياجات الخاصة قادرين على استخدام الحاسوب بكلِّ سهولة.

## انظر ايضاً
- لينُكس
- نواة لينُكس الحرّة
- جنو

## روابط خارجية
- الموقع الرسمي